# Traduzione audiovisiva
La traduzione audiovisiva (TAV), detta anche traduzione multimediale, è un’area specialistica della traduzione che riguarda la resa di testi multimodali e multimediali in un’altra lingua e/o cultura e che comporta l’uso di un sistema multimediale durante il processo di traduzione o trasmissione. La traduzione audiovisiva fa riferimento a tutte le modalità di trasferimento linguistico che si propongono di tradurre i dialoghi originali audiovisivi, al fine di renderli accessibili ad un pubblico più ampio.
La traduzione audiovisiva è considerata relativamente nuova nel campo della traduttologia ed ha acquisito un ruolo sempre più importante negli ultimi decenni. La prima forma di TAV viene individuata nella traduzione delle didascalie dei film muti negli anni Venti, successivamente con l'avvento dei film parlanti, soprattutto di origine statunitense, la traduzione audiovisiva venne impiegata su larga scala. Inizialmente furono provate varie forme di traduzione, ma ben presto la sottotitolazione e il doppiaggio diventarono le modalità preferite.

## Applicazioni
La traduzione audiovisiva si applica a diversi campi, come il cinema, la televisione, il teatro, la pubblicità e le comunicazioni per dispositivi mobili e audiovisivi. 
Il testo audiovisivo può essere classificato come multimodale quando viene prodotto e interpretato applicando delle risorse semiotiche, dette anche ‘modalità’. Quando diverse modalità, come linguaggio, immagini, musica, colore, prospettiva sono combinate tra loro in vari media, con un ruolo prioritario attribuito allo schermo, il testo audiovisivo può essere definito multimediale. 
La traduzione multimodale usata nel cinema ne è un esempio. Un film è suddiviso in fotogrammi, sequenze e fasi: ognuno di questi è analizzato secondo le modalità semiotiche che intervengono in ciascuno di essi.

## Studi sulla traduzione audiovisiva
La traduzione di opere audiovisive è materia di ricerca accademica nell'ambito delle scienze della traduzione (translation studies). Questo ambito interdisciplinare attinge da diverse teorie, tra cui la teoria della globalizzazione, la teoria della ricezione, la teoria della pertinenza, così come le scienze sociali e gli studi culturali, la psicologia sociale e gli studi sulla sordità.

## Modalità di traduzione
La traduzione audiovisiva è fortemente influenzata dal processo e dal tipo di dispositivo utilizzato, sia nella forma che nel contenuto, durante tutto il processo creativo del testo di partenza, in cui la grafica digitale, la tempistica e la modalità d’uso impongono specifici limiti.

### Doppiaggio
Il doppiaggio comporta la traduzione, la sincronizzazione labiale, ma anche il doppiaggio dell’interpretazione di attori e attrici. Una volta scelta la forma di traduzione audiovisiva più completa, il doppiaggio segue il più possibile “le tempistiche, la formulazione e il movimento delle labbra del dialogo originale". Nonostante questa modalità sia di solito interliguistica, esistono alcuni casi di doppiaggio intralinguistico, anche se non sono troppo comuni.

### Doppiaggio parziale
Il doppiaggio parziale è più conciso del doppiaggio classico, consiste nell'aggiunta del testo orale preregistrato alla colonna sonora. Pur non essendo una traduzione completa, fornisce le informazioni necessarie nella lingua d’arrivo.

### Sottotitolazione
La sottotitolazione è la procedura maggiormente studiata nel campo della traduzione audiovisiva e consiste nel proiettare sullo schermo il testo originale tradotto nella lingua d’arrivo. Ci sono diverse tipologie di sottotitolazione, una delle più diffuse è quella interlinguistica, che consiste nel mettere in sovraimpressione la traduzione del discorso in lingua straniera. Mentre nella sottotitolazione intralinguistica, chiamata anche "didascalia", la lingua dei sottotitoli e quella del programma coincidono, solitamente questa sottotitolazione è rivolta ai non udenti. A seconda del tempo disponibile, la sottotitolazione può essere preparata in anticipo, oppure, come vedremo in seguito, può essere in tempo reale. Nei paesi bilingui vengono usati sottotitoli che mostrano lo stesso testo tradotto contemporaneamente in entrambe le lingue. 

### Sottotitolazione dal vivo
La Sottotitolazione dal vivo, o in tempo reale, si differenzia dalla normale sottotitolazione in quanto i sottotitoli non vengono preregistrati, ma sono inseriti al momento. Questa modalità viene impiegata nelle trasmissioni in diretta per coloro che hanno problemi uditivi. Il testo originale di un programma o un evento dal vivo viene “ridetto” davanti a un software di riconoscimento vocale. Questa nuova versione include la punteggiatura e specifiche caratteristiche per questo pubblico, e viene poi convertita in sottotitoli il più rapidamente possibile.

### Sopratitolazione
La sopratitolazione è molto simile alla sottotitolazione, ma consiste in una riga di testo continua, senza interruzioni. Viene impiegata sempre più frequentemente nei teatri e nei teatri d’opera, in cui il testo viene proiettato sul palco oppure sulla parte posteriore dei posti a sedere. Queste traduzioni vengono preparate in anticipo, anche se vengono proiettate in tempo reale.

### Sottotitolazione per non udenti
La sottotitolazione per non udenti è un tipo di sottotitolazione intralinguistica in cui si passa da una dimensione orale a ad una scritta, dunque viene modificata la modalità ma non la lingua di partenza. Questo tipo di sottotitolazione è pensata per coloro che hanno difficoltà ad ascoltare il dialogo di un film o di uno show televisivo, in modo che possano “sentire” attraverso le parole. Anche se simile alla normale sottotitolazione, alcune informazioni vengono aggiunte per completare la dimensione verbale. In origine questi sottotitoli erano disponibili solamente per film o per trasmissioni preregistrate. Tuttavia, il numero crescente di provvedimenti legislativi e regolamentari ha portato a fissare una quota minima di produzione per gli emittenti televisivi e le aziende di sottotitolazione.

### Voce fuori campo
La voce fuori campo consiste nella trasmissione contemporanea della voce originale e della sua traduzione. All’inizio si sente solo la versione originale, ma il volume viene gradualmente abbassato e la versione tradotta diventa più evidente verso la fine. La traduzione finisce pochi secondi dopo l'audio originale, il quale viene poi alzato nuovamente di modo che lo spettatore possa sentire la voce originale.  Il lavoro del traduttore può avere luogo prima o dopo la produzione di un prodotto audiovisivo. Nel primo caso, il traduttore deve revisionare il materiale e in alcuni casi scrivere un testo da accompagnare a delle immagini. Invece, quando il traduttore lavora in post-produzione riceve una sceneggiatura finita che non ha bisogno di revisioni. Questa modalità di traduzione audiovisiva produce un effetto molto realistico, e viene quindi usata nei documentari o nelle interviste. La voce fuori campo è considerata “un’alternativa economica al doppiaggio” ed è la prima scelta nella traduzione di film in ex Stati comunisti e in alcuni paesi del Medio Oriente e dell’Asia.

### Interpretazione
L’interpretazione è la traduzione orale di un prodotto audiovisivo eseguita da un singolo parlante. L’interpretazione può essere simultanea, dal vivo, consecutiva o preregistrata. Questa modalità viene spesso usata nelle interviste in diretta e nei telegiornali.

### Commento libero
Il commento libero è l’adattamento di una fonte audiovisiva per soddisfare i bisogni del pubblico di un nuovo pubblico, implicando fattori culturali e nuovi obiettivi. È reso in un tono talmente spontaneo da apparire completamente diverso dall’originale. Generalmente, non c’è nessun tentativo di rimanere fedele a quest'ultimo, creando una traduzione che solitamente include o più dettagli o omissioni. Questa modalità di traduzione audiovisiva è in genere utilizzata quando la resa letterale non è l’obiettivo principale, come per esempio nei programmi TV per bambini, nei documentari, nei video divertenti, nella parodie dei film e nei video aziendali.

### Narrazione
La narrazione consiste nella preparazione, traduzione e riassunto del testo, che è successivamente letto da doppiatori e doppiatrici, perfettamente in sincronia con il labiale degli attori. La narrazione può essere preregistrata o eseguita dal vivo e mira a fornire un riassunto fedele del copione del testo originale. La differenza tra la narrazione e il doppiaggio sta nel fatto che il testo viene letto e non recitato. La narrazione è simile al fuori campo, ma quest'ultimo risulta essere più conciso e non sempre completamente fedele allo stile originale.

### Traduzione a vista
La traduzione a vista viene fatta sul momento sulla base di un copione preparato nella lingua d’arrivo. Si utilizza quando non è possibile adoperare forme più elaborate di trasferimento della lingua scritta o orale, a causa di tempo o ristrettezze economiche. Per questo, la traduzione simultanea è usata solo nei festival e negli archivi cinematografici: gli interpreti possono tradurre con o senza l'aiuto di un copione e doppiare le voci del cast dei personaggi che compaiono nel film. 

### Audiodescrizione
L’audiodescrizione è pensata per persone non vedenti e ipovedenti e consiste nella narrazione di elementi visivi, per esempio di un film o di una trasmissione TV. La traccia di audiodescrizione non interferisce con il dialogo originale in quanto è inserita nelle scene mute. L’audiodescrittore si accerta di raggiungere un equilibrio tra le parti fondamentali della trama per non sopraffare il pubblico con informazioni eccessive. L'obiettivo dell'audiodescrizione è infatti quello di trasmettere la trama del film o della trasmissione tv, piuttosto che tradurre il contenuto linguistico. Di solito queste particolari descrizioni sono pre-registrate, ma possono essere anche lette in diretta (anche se preparate in anticipo), per esempio nei teatri. Questa modalità di traduzione audiovisiva è diventata fondamentale per garantire l’accessibilità a prodotti audiovisivi alle persone non vedenti.

### Animazione
L’animazione comprende sia la traduzione che la stesura del copione. Il traduttore, partendo da immagini mute, come i cartoni animati, crea il copione ex novo. Pur essendo simile al commento libero, si differenzia da quest'ultimo perché l'animazione non prevede un copione scritto in precedenza.

### Doppia versione
Le doppie versioni sono prodotti che coinvolgono due o più lingue in cui ogni attore e attrice recita il suo ruolo nella propria lingua. Il prodotto finale è quindi doppiato e sincronizzato in modo che alla fine sia presente una sola lingua.

### Remake
I remake ricontestualizzano un film in modo da adattarlo agli spettatori a cui è rivolto e alla loro cultura. Poiché si focalizzano sui valori e sulle ideologie, queste traduzioni non danno particolare priorità all’aspetto linguistico del prodotto. Questa modalità di traduzione audiovisiva è utilizzata principalmente per film europei riadattati per un pubblico americano.

## Didattica
Dalla fine degli anni Novanta, la traduzione audiovisiva ha trovato un posto nella formazione universitaria. Sono stati istituiti corsi di laurea triennale e magistrale su questo argomento in varie università in Europa e negli Stati Uniti, tra cui Boston, Dallas, Forlì, Genova, Leeds, Londra, Pisa, Pittsburgh, Torino, Udine, Barcellona, Vigo, Winterthur.